# Costa Ricas Davis Cup-lag
Costa Ricas Davis Cup-lag styrs av Costa Ricas tennisförbund och representerar Costa Rica i tennisturneringen Davis Cup, tidigare International Lawn Tennis Challenge. Costa Rica debuterade i sammanhanget 1990, och har bland annat spelat i Amerikazonens Grupp II.